# باتیستا فارینا
باتیستا «پینین» فارینا (به ایتالیایی: Battista Farina؛ بعدها باتیستا پینینفارینا؛ ۲ نوامبر ۱۸۹۳ – ۳ آوریل ۱۹۶۶) طراح خودرو ایتالیایی و بنیان‌گذار شرکت طراحی و خودروسازی پینینفارینا بود.